# Östra Sönnarslövs socken
Östra Sönnarslövs socken i Skåne ingick i Gärds härad, ingår sedan 1971 i Kristianstads kommun och motsvarar från 2016 Östra Sönnarslövs distrikt.
Socknens areal är 53,01 kvadratkilometer varav 52,76 land. År 1995 fanns här 450 invånare. Maltesholms slott samt tätorten Östra Sönnarslöv med sockenkyrkan Östra Sönnarslövs kyrka ligger i socknen.

## Administrativ historik
Socknen har medeltida ursprung. Före den 1 januari 1886 (ändring enligt beslut den 17 april 1885) var namnet Sönnarslövs socken. En del av socknen, Hyllinge, tillhörde före 1889 Luggude härad i Malmöhus län och överfördes då till samma härad och län som övriga socknen.
Vid kommunreformen 1862 övergick socknens ansvar för de kyrkliga frågorna till Sönnarslövs församling och för de borgerliga frågorna bildades Sönnarslövs landskommun. Landskommunen uppgick 1952 i Everöds landskommun som 1971 uppgick i Kristianstads kommun. Församlingen uppgick 2000 i Everödsbygdens församling som 2014 uppgick i Degeberga-Everöds församling.
1 januari 2016 inrättades distriktet Östra Sönnarslöv, med samma omfattning som församlingen hade 1999/2000.  
Socknen har tillhört län, fögderier, tingslag och domsagor enligt vad som beskrivs i artikeln Gärds härad. De indelta soldaterna tillhörde Norra skånska infanteriregementet, Norra Åsbo och Gärds kompanier och Skånska dragonregementet, Livskvadron, Majorns kompani.

## Geografi
Östra Sönnarslövs socken ligger söder om Kristianstad med Linderödsåsen i väster. Socknen är en skogsbygd med odlingsbygd i öster.

## Fornlämningar
Boplatser och en hällkista från stenåldern är funna. Från bronsåldernn finns drygt 50 gravhögar och gravrösen, skärvstenshögar och skålgropsförekomster. Från järnåldern finns sju gravfält, stensättningar och resta stenar. Fossil åkermark har påträffats.

## Namnet
Namnet skrevs 1352 Sunnersleff och kommer från kyrkbyn. Namnet innehåller mansnamnet Sundar eller Sunnar och löv, 'arvegods'..